# Dominikanertyrann
Dominikanertyrann (Heteroxolmis dominicana) är en fågel i familjen tyranner inom ordningen tättingar.

## Utbredning och systematik
Fågeln förekommer från sydöstra Brasilien (Paraná) till Paraguay, Uruguay och nordöstra Argentina. Den behandlas som monotypisk, det vill säga att den inte delas in i några underarter.

### Släktestillhörighet
Tidigare placerades arten i släktet Xolmis, men genetiska studier visar att arterna inte står varandra närmast. Dominikanertyrannen är endast avlägset släkt och är snarare systerart till tuppstjärtstyrann och vimpeltyrann i släktet Alectrurus. Den har därför lyfts ut till ett eget släkte, Heteroxolmis.

## Status
IUCN kategoriserar arten som sårbar.